# Tørres Snørtevold
Tørres Snørtevold är en norsk svartvit komedifilm från 1940 i regi av Tancred Ibsen. I titelrollen ses Alfred Maurstad.

## Handling
Fiskarpojken Tørres Snørtevold beger sig till stan för att bli rik. Därigenom hoppas han kunna utkräva hämnd på konsul Krøger som tagit hans och faderns hem ifrån dem. Tørres får anställning i fru Knudsens butik och det dröjer inte länge förrän han fått snurr på verksamheten och blir själv rik på kuppen. Han återvänder hemåt igen, men avstår från att ta ut sin hämnd. Med sig hem har han Bertha som han får ihop det med.

## Rollista
- Alfred Maurstad – Tørres Snørtevold
- Folkmann Schaanning – Anton Jessen
- Wenche Foss –  fröken Thorsen
- Erna Schøyen –  fru Knudsen
- Thomas Thomassen –  Krøger, konsul
- Ingeborg Cook –  Julie Krøger
- Hilda Fredriksen –  tant Sofie
- Aasta Voss –  Betha
- Ola Isene –  bankchefen
- Ellen Isefiær –  statsrådinnan
- Tryggve Larssen –  Simon
- Jens Holstad –  Halvor
- Brita Bigum –  expedit
- Rolf Christensen –  lärare
- Vera Debesv –  fröken Olsen
- Aagot Didriksen –  fru Jessen
- Ernst Diesen –  Reinert
- Edvard Drabløs –  Tørres far
- Einar Engebrett –  bankassistenten
- Joachim Holst-Jensen –  en gäst
- Randi Juel –  expedit
- Sigurd Magnussøn –  länsman
- Synnøve Øian –  expedit
- Gunnar Olram
- Eugen Skjønberg –  Koren
- Henny Skjønberg –  expedit
- Harald Steen –  Viberg
- Carl Struve –  advokat
- Liv Uchermann Selmer –  fru Thorsen
- Einar Vaage –  domaren
- Knut Wigert –  löjtnanten
- Kjell Willi-Johansen –  expedit

## Om filmen
Tørres Snørtevold bygger på romanen Jacob av Alexander L. Kielland från 1891. Den omarbetades till filmmanus av regissören Tancred Ibsen. Filmen producerades av bolaget Norsk Film A/S med Ibsen som produktionsledare. Den fotades av Kåre Bergstrøm, Ulf Greber och Per Gunnar Jonson och klipptes av Ibsen. Den premiärvisades den 26 december 1940 i Norge.